# Primera División Uruguaya 1947
Il campionato era formato da dieci squadre e il Nacional vinse il titolo.

## Classifica finale
| Pos. | Squadra              | G  | V  | N | P  | GF | GS | Punti |
| ---- | -------------------- | -- | -- | - | -- | -- | -- | ----- |
| 1    | Nacional             | 18 | 11 | 5 | 2  | 44 | 15 | 27    |
| 2    | Peñarol              | 18 | 9  | 3 | 6  | 41 | 26 | 21    |
| 3    | Rampla Juniors       | 18 | 9  | 3 | 6  | 35 | 27 | 21    |
| 4    | Defensor             | 18 | 9  | 3 | 6  | 33 | 28 | 21    |
| 5    | River Plate          | 18 | 6  | 8 | 4  | 25 | 19 | 20    |
| 6    | Liverpool            | 18 | 9  | 2 | 7  | 33 | 35 | 20    |
| 7    | Central              | 18 | 6  | 2 | 10 | 36 | 44 | 14    |
| 8    | Cerro                | 18 | 5  | 4 | 9  | 28 | 42 | 14    |
| 9    | Montevideo Wanderers | 18 | 4  | 5 | 9  | 24 | 36 | 13    |
| 10   | Miramar              | 18 | 2  | 5 | 11 | 19 | 46 | 9     |

G = Partite giocate; V = Vittorie; N = Nulle/Pareggi; P = Perse; GF = Goal fatti; GS = Goal subiti; 

## Classifica marcatori
| Gol |  |  | Giocatore      | Squadra |
| --- |  |  | -------------- | ------- |
| 17  |  |  | Nicolás Falero | Peñarol |